# Chthonius monicae
Chthonius monicae är en spindeldjursart som beskrevs av Boghean 1989. Chthonius monicae ingår i släktet Chthonius och familjen käkklokrypare. Inga underarter finns listade i Catalogue of Life.